# Bhimrao Ambedkar
Bhimrao Ramji Ambedkar (tiếng Hindi: भीमराव रामजी आम्बेडकर; 14 tháng 4 năm 1891 - 6 tháng 12 năm 1956), còn được gọi là Dr. Babasaheb Ambedkar, là một luật gia, nhà kinh tế, chính trị gia và nhà cải cách xã hội người Ấn Độ, người đã truyền cảm hứng cho phong trào chống kỳ thị tiện dân (Dalit). Ông cũng ủng hộ Phật giáo, quyền phụ nữ và lao động. Ông là Bộ trưởng Luật và Tư pháp độc lập đầu tiên của Ấn Độ, kiến trúc sư của Hiến pháp Ấn Độ, và là một cha đẻ của nước Cộng hòa Ấn Độ.
Năm 1956, Ambedkar khởi xướng một cuộc cải đạo hàng loạt người tiện dân cải sang Phật giáo với 600.000 người ủng hộ. Những cống hiến mà ông dành cho Phật giáo đã dẫn đến việc ông được được coi là một vị Bồ tát và Di lặc trong phái Tân thừa.
Năm 1990, Bharat Ratna, giải thưởng dân sự cao nhất của Ấn Độ, được trao cho Ambedkar. Di sản của Ambedkar bao gồm nhiều đài tưởng niệm và mô tả trong văn hóa đại chúng với tư cách là một nhà cải cách chính trị-xã hội có ảnh hưởng sâu sắc đến Ấn Độ hiện đại.
Ambedkar đã được bình chọn là "Người Ấn Độ vĩ đại nhất" (The Greatest Indian) vào năm 2012 theo một cuộc thăm dò do History TV18 và CNN IBN tổ chức, trước Vallabhbhai Patel và Jawaharlal Nehru.
Ambedkar Jayanti (sinh nhật Ambedkar) là một lễ hội hàng năm được tổ chức vào ngày 14 tháng 4, được tổ chức không chỉ ở Ấn Độ mà trên toàn thế giới. Ambedkar Jayanti được tổ chức như một ngày lễ chính thức trên khắp Ấn Độ.

## Cải đạo sang Phật giáo

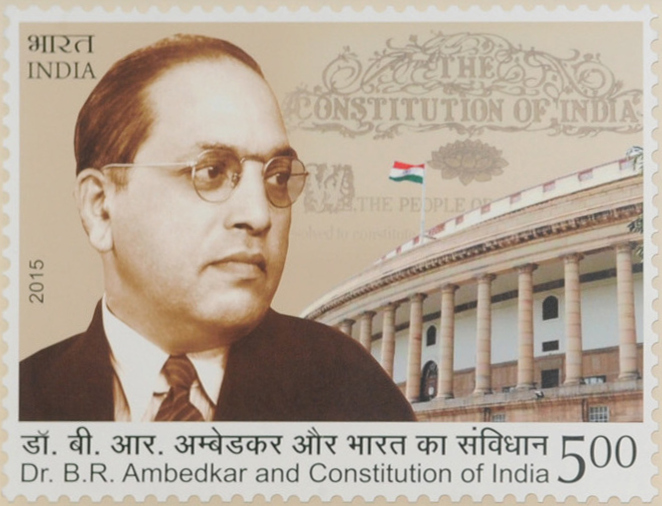
Miếng tem có hình Ambedkar

Ambedkar đã cân nhắc việc chuyển đổi sang đạo Sikh , đạo này khuyến khích phản đối áp bức và do đó đã thu hút các nhà lãnh đạo của các lâu đài theo lịch trình. Nhưng sau cuộc gặp với các nhà lãnh đạo đạo Sikh, anh ấy kết luận rằng anh ấy có thể nhận được tình trạng đạo Sikh "hạng hai".
Thay vào đó, vào khoảng năm 1950, ông bắt đầu dành sự quan tâm của mình cho Phật giáo và đi đến Ceylon (nay là Sri Lanka) để tham dự một cuộc họp của Hiệp hội Phật tử Thế giới .  Trong khi cung hiến một tịnh xá Phật giáo mới gần Pune , Ambedkar thông báo rằng ông đang viết một cuốn sách về Phật giáo, và khi nó hoàn thành, ông sẽ chính thức chuyển sang Phật giáo. Ông hai lần đến thăm Miến Điện vào năm 1954; lần thứ hai tham dự hội nghị lần thứ ba của Hội Liên hữu Phật tử Thế giới ở Rangoon. Năm 1955, ông thành lập Bharatiya Bauddha Mahasabha, hay Hội Phật giáo Ấn Độ. Năm 1956, ông hoàn thành tác phẩm cuối cùng của mình,Đức Phật và Giáo pháp của Ngài , được xuất bản sau khi hậu thế.
Sau cuộc gặp gỡ với nhà sư Phật giáo Sri Lanka Hammalawa Saddhatissa ,  Ambedkar đã tổ chức một buổi lễ công khai chính thức cho chính mình và những người ủng hộ ông tại Nagpur vào ngày 14 tháng 10 năm 1956. Chấp nhận Tam quy và Ngũ giới từ một nhà sư Phật giáo theo cách thức truyền thống, Ambedkar đã hoàn thành sự cải đạo của chính mình, cùng với vợ của mình. Sau đó, anh ấy tiếp tục chuyển đổi khoảng 500.000 người ủng hộ anh ấy đang tập trung xung quanh anh ấy. Ngài quy định 22 Lời nguyện cho những người cải đạo này, sau Tam bảo và Ngũ giới. Sau đó anh ấy đi du lịch đến Kathmandu, Nepal để tham dự Hội nghị Phật giáo Thế giới lần thứ tư.